# فرزند خصال خویشتن
فرزند خصال خویشتن، خاطراتی از نهضت ملی، خاطرات خودنوشت اصغر پارسا با ویراستاری فرزندش علی پارسا. چند ماه پس از انتشار به چاپ دوم رسید.

## دربارهٔ کتاب
کتاب «فرزند خصال خویشتن» با عنوان فرعی «خاطراتی از نهضت ملی» خاطرات اصغر پارسا سخنگوی فراکسیون جبههٔ ملی در مجلس هفدهم که مدتی نیز بعد از انقلاب ۵۷ سخنگوی جبههٔ ملی ایران بود، است اصغر پارسا که از هم‌فکران دکتر محمد مصدق به شمار می‌آید در این کتاب خاطرات خود را از کودکی تا سال‌های آخر عمر نوشته است و ناگفته‌هایی از دوران نهضت ملی و نخست وزیری دکتر مصدق بیان کرده است. بخش مربوط به پس از انقلاب ۵۷ در ایران اجازهٔ انتشار پیدا نکرد که به‌صورت جداگانه در خارج از ایران منتشر شد. این کتاب به همت و ویراستاری فرزند او علی پارسا توسط نشر نی منتشر شده است.

## بخشی از کتاب
برای آشنایی با شیوه روایتی کتاب بخشی از آن نقل می‌شود:
قرار شد که ما بیانیه‌ای در مورد رفراندومی که شاه می‌خواست بکند بنویسیم. سه، چهار نفری که مرحوم دکتر خنجی هم بود، با هم نشستیم و نوشتیم. بعد از آن چون در آخر من باید تصویب می‌کردم و ارائه می‌دادم، متن را دوباره در منزل به من دادند، وقتی در بعضی از جاها حک و اصلاحی کردم، دیدم دیگر شعارهای همیشگی حزب ایرانیها در جبهه ملی مثل جاوید ایران یا پاینده ایران مناسب و کافی برای این اوضاع نیست و آخر این بیانیه ما باید شعاری را در جواب رفراندم داشته باشیم. این است که در بخش آخر آن اضافه کردم که «اصلاحات بله، خودکامگی نه». این را آن زیر نوشتم و بیانیه را برای انتشار فرستادم.